# شتولتنبرگ
شتولتنبرگ (به آلمانی: Stoltenberg) یک شهر در آلمان است که در پلون واقع شده‌است. شتولتنبرگ ۳۳۲ نفر جمعیت دارد.